# Evoluzione della vita
Con evoluzione della vita si intende la cronologia dei cambiamenti che, nel tempo, da un pianeta abiotico hanno portato all'attuale ricchezza di esseri viventi.

## Le basi
La teoria dell'evoluzione delle specie è un pilastro fondamentale della biologia moderna, sostenuta validamente dall'osservazione sperimentale. Si basa su prove paleontologiche, embriologiche di comparazione anatomica e di caratteristiche biochimiche degli organismi.
Scientificamente possiamo dire che, per quanto ora noto, la vita biologica esiste soltanto sul pianeta Terra, terzo del Sistema solare, adatto per temperatura, pressione e irraggiamento elettromagnetico alla stabilità fisico-chimica delle molecole organiche che sono alla base di tutte le forme di vita biologica finora conosciute ed alla contemporanea possibilità di essere coinvolte in reazioni chimiche di trasformazione delle stesse.
Nulla si oppone teoricamente alla vita biologica in altre regioni dell'universo, se fisicamente adatte. Nulla si oppone ad un concetto più esteso, se fondato sulle leggi fisiche, di vita come un sistema altamente organizzato, in grado di contrastare l'aumento di entropia del proprio sistema, potenzialmente in grado di evolvere, e di riprodurre se stesso.
L'esobiologia o xenobiologia è quella branca della biologia che si occupa dello studio sulle possibilità di vita extraterrestre, aumentate in seguito alla scoperta dei pianeti extrasolari alla fine del XX secolo.

## Sintesi dei quattro miliardi di anni circa precedenti all'epoca attuale

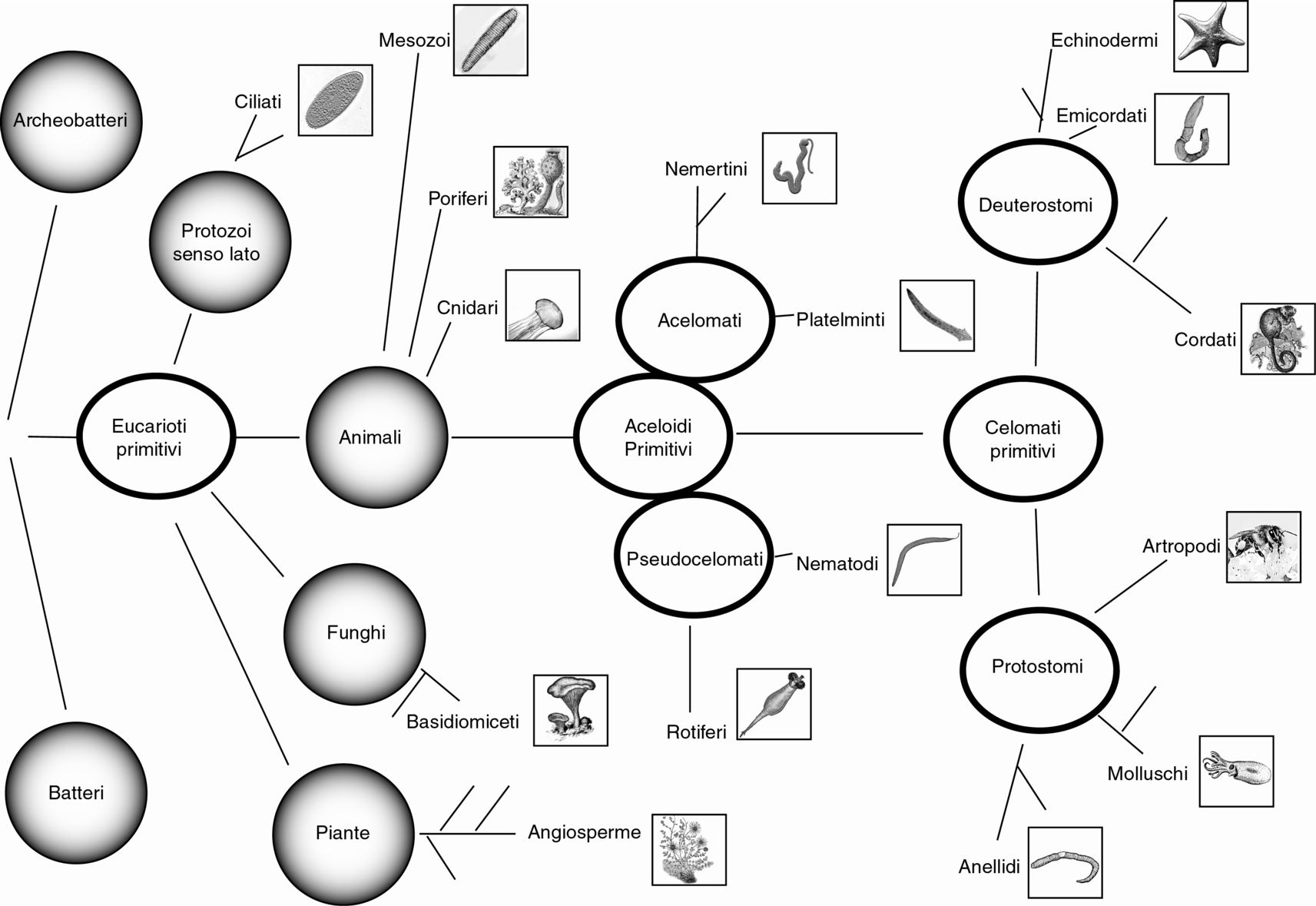
Schema semplificato dell'evoluzione atto a mostrare i principali rapporti filogenetici tra i gruppi più rappresentativi. Gli organismi mostrano in generale un ordine di complessità crescente da sinistra a destra.

Questa sintesi si riferisce principalmente alla linea evolutiva che comincia con la nascita della vita e si conclude con l'epoca attuale, l'Olocene. Il processo filogenetico è per sua stessa natura ramificato, e la sua interpretazione non è lineare, ma richiede riferimenti a ramificazioni e teorie scientifiche alternative. Durante questo periodo si originano e si evolvono contemporaneamente tutti i cinque o sei (a seconda degli schemi classificatori adottati) regni dei viventi, comprendenti gli organismi complessi che popolano il pianeta; così pure proseguiranno nella loro evoluzione ed adattamento i viventi unicellulari.
Va notato che la necessità dell'analisi scientifica di gerarchizzare, categorizzare, e dividere in unità tassonomiche il vivente non è che uno strumento utile alla comprensione dei fenomeni. L'evoluzione della vita è un fenomeno senza soluzione di continuità, dove l'unità elementare è il singolo organismo. Questo fatto spiega la velocità di cambiamento delle classificazioni di alcuni gruppi, in fattispecie ai livelli inferiori della complessità evolutiva, dove il concetto di specie è necessariamente più fluido, in particolare in assenza di riproduzione sessuale.
Nonostante la singolarità indubbia dell'individuo biologico, al di là di ogni teoria, si definisce speciazione, o evoluzione di una nuova specie il fenomeno per cui una popolazione diventa riproduttivamente isolata dagli altri membri della stessa specie, e quindi il suo pool genico (l'insieme degli alleli di tutti i geni presenti in una popolazione) si diversifica a tal punto da generare caratteristiche adattative uniche. Teorie evolutive contrapposte (del gradualismo filetico e degli equilibri punteggiati) che probabilmente coesistono in natura, cercano di definirne i meccanismi.
Lo studio delle popolazioni e delle loro condizioni di equilibrio genetico sono gli oggetti su cui si basa la legge di Hardy-Weinberg, (dal matematico inglese G. H. Hardy e il medico
tedesco W. Weinberg) che permette di prevedere se in una popolazione si verificheranno mutamenti evolutivi.
Questi avverranno se:
1. intervengono mutazioni (e qui abbiamo la verifica sperimentale dell'evoluzione con il caso della poliploidia vegetale)
2. intervengono migrazioni
3. le dimensioni numeriche sono ridotte (deriva genetica)
4. gli accoppiamenti non sono casuali
5. agisce la selezione naturale

Anche se il concetto di specie non risolve completamente casi di speciazione allopatrica riguardante le popolazioni fisicamente separate tra loro, la specie continua ad essere un utile strumento in mano alla scienza.
Il pianeta Terra si formò circa 4,54 Ga (miliardi di anni fa), relativamente poco tempo dopo l'origine stessa del Sistema solare.
Le prime molecole organiche complesse formatesi con meccanismi oramai noti dall'atmosfera primordiale (la genesi delle prime molecole complesse è stata per la prima volta studiata sperimentalmente nell'Esperimento di Miller-Urey), portarono, attraverso processi non ancora univocamente accettati dalla comunità scientifica, al periodo Archeano, il cui inizio viene posto con l'origine della vita.
Le teorie sul passaggio dalle prime molecole complesse a sistemi in grado di riprodurre se stessi sono ancora in continua elaborazione. Vi è un generale accordo sull'ipotesi che in questo periodo una famiglia di polimeri organici acquisì la capacità di autoreplicarsi e propagarsi nell'ambiente primordiale.

### I primi organismi
I pro-procarioti, le monere da cui discendono gli attuali archei, sono padroni del pianeta. La loro veloce comparsa è all'origine oggi di ampi dibattiti scientifici. La vita si sviluppa e inizia a evolversi unicamente nelle acque, l'atmosfera terrestre è abiotica.
Le teorie classiche considerano i primi organismi come eterotrofi, che traggono cioè il proprio nutrimento dalle sostanze complesse già presenti nell'ambiente. Recenti scoperte propendono per un'autotrofia forse chemiosintetica. Si ritiene siano inoltre organismi anaerobici, sia per motivi di primitività del metabolismo, sia per la presenza di un'atmosfera terrestre fortemente riducente.
In ogni caso il veloce consumo ed il conseguente calare della concentrazione di nutrienti nell'ambiente spinge precocemente una parte degli organismi verso l'autotrofia. Un punto differente di vista inizialmente para-scientifico, ma che si presta ad essere indagato, dopo l'evidenza di molecole organiche nei nuclei cometari è quello della Panspermia.
Le tracce dei procarioti si ritroveranno nelle rare rocce del periodo primario non occorse in eccessivi metamorfismi.
In questo periodo la strategia di sopravvivenza dei viventi si organizza per utilizzare l'energia di legame chimico proveniente da svariate forme di molecole. La strategia è dunque volta ad una diversificazione degli organismi in senso biochimico. Gli organismi al di là di questa diversificazione sono strutturalmente semplici, anche a livello cellulare. Il materiale genetico, probabilmente non è ancora separato in un nucleo cellulare definito.
Molto tempo dopo, tra 2 e 1,5 Ga compaiono i primi eucarioti, e si va intanto incontro all'evoluzione di un'atmosfera ossidante, frutto dell'intensa fotosintesi clorofilliana iniziata da 3,5 a 2,8 Ga ad opera dei cianobatteri o alghe azzurre monocellulari.
Aumenta la complessità degli organismi, seppure a livello di strutture cellulari ed il materiale genetico in qualche gruppo viene ad essere confinato in una struttura specifica, il nucleo. Sempre più organismi intanto sfruttano come fonte di energia la radiazione elettromagnetica proveniente dal sole invece dell'energia di legame chimico.
Si gettano le basi per un'atmosfera terrestre atta ad accogliere i viventi, anche per il consolidamento derivante da uno schermo ultravioletto operato dal sempre più abbondante ozono nella stratosfera.
Avviene la separazione dei primi micro organismi animali dal ceppo comune: si originano i regni dei viventi. La complessità delle cellule aumenta. Probabilmente organismi molto diversi entrano in simbiosi tra loro per costituire cellule fornite di strutture complesse deputate a compiti specifici; questa è la genesi più accreditata dell'origine dei mitocondri, e dei cloroplasti nelle cellule vegetali (Teoria dell'endosimbionte). Le loro funzioni sono deputate a questioni energetiche.

### Da una a più cellule
Col tempo, questi primi micro-organismi evolveranno in organismi pluricellulari, come i poriferi da associazioni di precursori di flagellati coloniali, ed i precursori dei platelminti da precursori di protozoi ciliati plasmodiali (Hadzi) (l'ipotesi che siano sulla linea evolutiva dei vertebrati viene ancora dibattuta molecolarmente) così come pare anche per gli cnidari (von Graff).
La strategia di sopravvivenza passa ad aumentare la complessità dell'organismo tramite l'aumento del numero delle cellule tra loro associate. Alcuni gruppi cellulari assumeranno specifiche funzioni nell'economia globale dell'organismo. Si originano i diversi tessuti nei viventi.
Dai protisti in passato classificati come fitoflagellati seguendo una via che fa trarre energia agli organismi dalla radiazione elettromagnetica, anziché dal legame chimico delle molecole intanto evolveranno i vegetali, anch'essi sempre più complessi. Le linee evolutive delle piante, per questioni inerenti alla loro ecologia, sono meno note e più soggette a revisione scientifica.

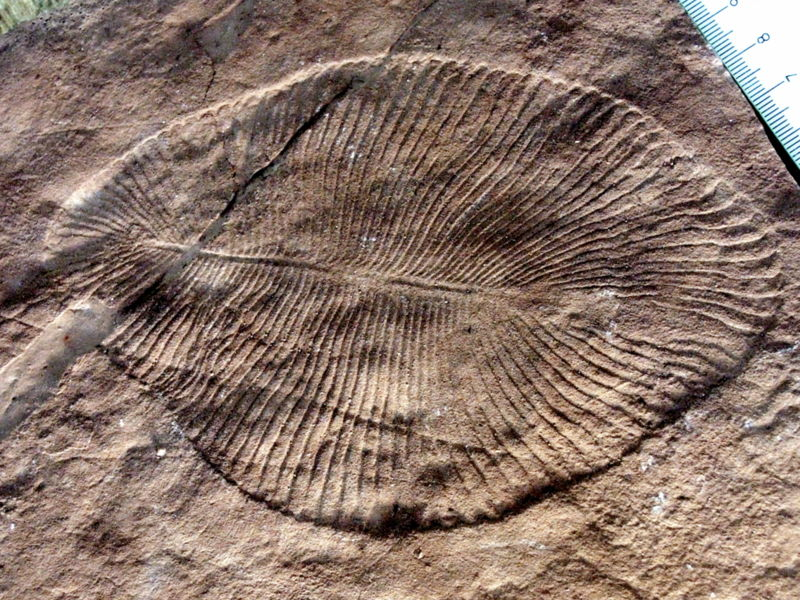
Dickinsonia costata, caratteristico fossile della fauna di Ediacara, con simmetria bilaterale e possibile antenato dei cordati

Nel periodo Precambriano gli organismi pluricellulari conosciuti come metazoi raggiungono una notevole complessità, pur lasciando limitate testimonianze paleontologiche. Sono presenti cnidari (tracce di meduse fossili), poriferi (fossili di spicole), le possibili prime forme di brachiopodi, ed anche anellidi, organismi ad organizzazione segmentale (metamerici)  (rinvenute gallerie fossili scavate dagli stessi).
Gli aceloidi primitivi, privi di celoma che origineranno gli attuali gruppi a cui appartengono i nemertini e gli aschelminti come i rotiferi preludono ai primi deuterostomi, che appaiono nel Precambriano. Sono organismi filogeneticamente collegati ai moderni echinodermi. I calcicordati, secondo altre classificazioni ascrivibili agli echinodermi eterosteli (stilofori, oggi estinti), animali a primitiva simmetria bilaterale, viaggiano verso la linea evolutiva diretta ai vertebrati (Jefferies 1975)

. Altro parere, più condiviso dagli evoluzionisti, i lofoforati (primitivi) del Cambriano sono i precursori dei cordati e quindi dei vertebrati.

### I celomati
Questa linea evolutiva parte con un'organizzazione dell'organismo che prevede durante il suo sviluppo embrionale la formazione di una cavità interna viscerale, il celoma in cui sono contenuti gli organi interni. Gli organismi sono detti quindi celomati.
La linea evolutiva si biforcherà in breve tempo. Da una parte i celomati deuterostomi, diretti verso i vertebrati ed affini, dall'altra i protostomi diretti verso i molluschi e gli artropodi come aracnidi crostacei ed insetti. La differenza tra le due linee si riferisce a caratteristiche dello sviluppo embrionale. Nei protostomi il blastoporo originerà la bocca dell'adulto, nei deuterostomi originerà l'ano. Questa doppia linea evolutiva sarà destinata ad originare gli organismi più avanzati, e la struttura più complessa a livello funzionale esistente nell'universo conosciuto: il sistema nervoso degli organismi superiori.
Nel Cambriano, ancor prima che si registrino tracce dei cordati, sono molto diffusi organismi del gruppo dei protostomi che costituiranno gli artropodi, si tratta di trilobiti, e rari onicofori, che li mettono in relazione con i precursori comuni anche agli anellidi. I molluschi con cefalopodi e lamellibranchi si rinvengono diffusamente.
A 500 Ma (milioni di anni) supposti, la maggior parte dei gruppi esaminati sono esseri costituiti in gran maggioranza da tegumenti molli che normalmente non permettono di lasciare testimonianze fossili, se non tracce indirette, e le speculazioni sulla loro anatomia e filogenesi si basano su prove ontogenetiche di similitudine dei gruppi attualmente viventi per caratteri strutturali primitivi e derivati, ed in ultimo da prove molecolari.

### Gli artropodi ed i vertebrati
Avviene comunque il distacco dei gruppi che origineranno i vertebrati Gnatostomi, le classi tradizionali dei vertebrati esistenti già nel Cambriano.
Nello stesso periodo gli organismi vegetali cominciano, con strutture ancora non differenziate in organi, siamo ancora alle tallofite, la conquista dell'ambiente terrestre.

Nel Siluriano si diffondono gli euripteridi, precursori degli aracnidi, ed i miriapodi probabilmente iniziano la colonizzazione animale dell'ambiente terrestre. Nel periodo immediatamente successivo forme pressoché simili agli attuali limuli sono diffuse nei mari del pianeta. 
Nel Devoniano, circa 400 Ma, sono già presenti tutte le principali linee evolutive dei vertebrati che proseguiranno fino al Permiano, tra cui gli osteitti o pesci ossei la cui sottoclasse dei crossopterigi originerà i successivi vertebrati terrestri. La loro struttura ossea, in particolare quella delle pinne pari e della volta dermatocranica permette oggi agli anatomisti comparati la correlazione con quella dello scheletro dei primi vertebrati terricoli, gli anfibi della fine del Siluriano, che colonizzeranno una terra già largamente dominata dagli artropodi.
Nel Devoniano la copertura vegetale della superficie terrestre è molto elevata.

### Alcune linee evolutive dei vertebrati conquistano la terraferma
Tra il Siluriano ed il Devoniano da un gruppo di anfibi labirintodonti si diparte la linea evolutiva che porterà ai primi rettili certi, i cotilosauri del Carbonifero.
Nel Permiano i sinapsidi pelicosauri preludono ad una radiazione verso forme che nella successiva era mesozoica, durante il dominio degli arcosauri nel Triassico, con l'ordine dei terapsidi, nelle forme evolute dei cinodonti origineranno i mammiferi.

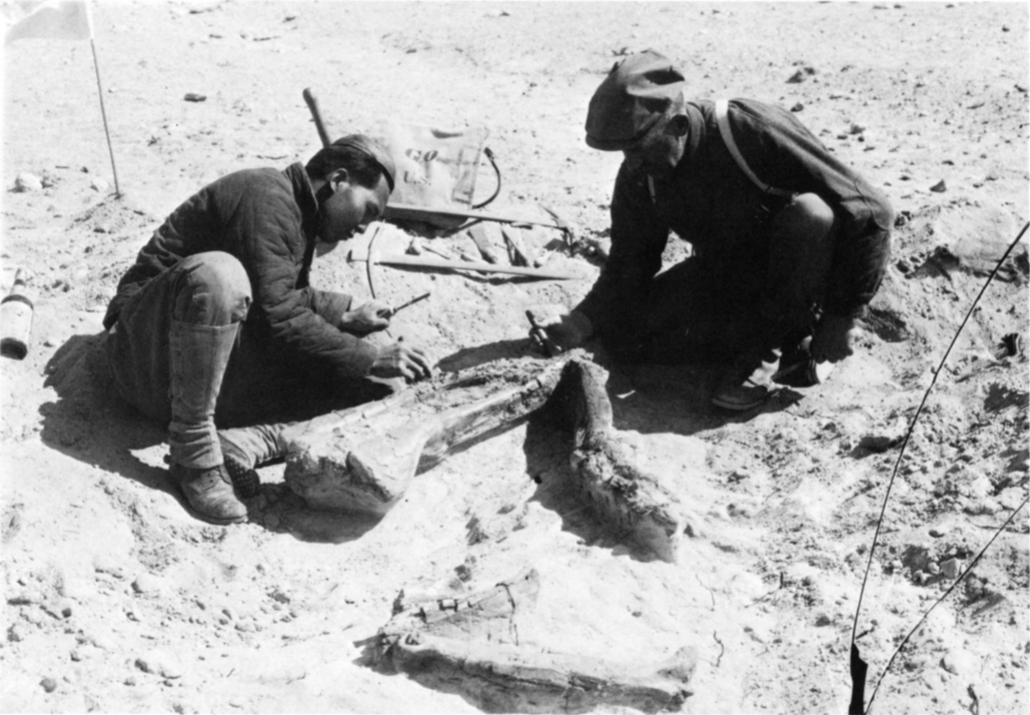
Rinvenimento di ossa fossili di un arto posteriore di un dinosauro del genere Alectrosaurus, in Mongolia (1923)

Un'altra radiazione, questa volta partita dai teropodi, nel periodo Giurassico condurrà ad uno dei due ordini contemporanei di vertebrati omeotermi, gli uccelli.
La seconda maggiore estinzione di massa che ha caratterizzato la storia della vita sulla Terra avviene alla fine del Cretaceo, 65 milioni di anni fa, con la scomparsa dei grandi rami dei dinosauri, aprendo la via a una radiazione adattativa dei mammiferi, fino ad allora confinati in nicchie ecologiche ristrette e marginali (e in particolar modo notturne).

### L'avvento dei mammiferi
Convenzionalmente i mammiferi, l'altro ordine di vertebrati che sviluppando l'omeotermia si è reso ancora più autonomo dall'ambiente fisico circostante, ormai sotto forma di svariate linee indipendenti, sono definiti tali nel Giurassico, e nel Cretaceo riconosceremo già le sottoclassi attuali. Contestualmente all'omeotermia nei due ordini si sviluppano strutture anatomiche volte all'isolamento termico: penne e peli. In questo ambito i mammiferi sperimentano, nella maggiormente evoluta sottoclasse dei terii una fine strategia di viviparità, che contribuirà notevolmente al successo del gruppo.
Sempre nel Giurassico si diffondono contemporaneamente le Angiosperme, piante superiori dotate di sofisticati sistemi riproduttivi, i fiori.
Nel Paleocene, siamo già nell'era terziaria, appaiono i primi mammiferi riconducibili ad ordini ancora viventi, ed alla fine del periodo si trovano fossili strutturalmente affini agli attuali lemuridi.

### Verso la specie umana
Un variegato gruppo zoologico, un tempo definito degli insettivori ed attualmente ritenuto nel suo insieme ormai superato, negli ultimi decenni è stato sottoposto appunto a riordini e revisioni. Le tupaie, attualmente risistemate nell'ordine degli scandenti si erano viste spostare da quelli per ricollocarsi nell'ordine dei primati. Da precursori di questi animali frugivoro-insettivori, raggruppati a seconda degli autori con dermotteri, (chirotteri, ma su di essi attualmente c'è discordanza tra i vari autori) e primati (oltre agli estinti plesiadapiformi) nel taxa degli arconti, o euarconti, parte l'ultimo atto della storia evolutiva che porterà all'uomo. Gli arconti si caratterizzano per la dieta insettivora o frugivora, e per l'adattamento all'ambiente aereo della vita arborea, con strategie locomotorie di volo, volo planato, o brachiazione.
Recentissime analisi delle principali mutazioni nel DNA accomunano infine definitivamente i primati proprio ai dermotteri, detti anche colughi o galeopiteci, un ordine di mammiferi che, sondando nuovi habitat, ha contribuito ad aprire nuove strade all'evoluzione
Nell'Eocene, 10 Ma dopo i primi fossili simili a lemuridi, troviamo scimmie con caratteristiche moderne, ossia con pollice perfettamente opponibile, dentatura testimoniante il passaggio alla dieta frugivora, frontalizzazione degli occhi e conseguente evoluzione del muso in volto, probabile aumento dell'importanza del senso della vista e conseguentemente aumento della attività diurna.

### Evoluzione degli ominidi
In pochi milioni di anni siamo pronti per l'Homo sapiens. A questo punto l'evoluzione per quanto noto dalle scienze antropologiche, è solo culturale e non biologica, cioè si passa dalla genetica alla memetica, e questa specie, dotata di autocoscienza, inizia a scrivere la propria storia su un supporto forse per la prima volta diverso dagli acidi nucleici.